# Portada/article agost 22

## Bacteris
Els bacteris (Bacteria) són un gran grup de microorganismes unicel·lulars. Tenen una mida de l'ordre de micròmetres i presenten una gran varietat de formes. El seu nom prové de l'ètim grec baktērion ("petit bastó"). Els bacteris són omnipresents a tots els hàbitats de la Terra, on viuen al sòl, en aigües termals àcides, residus radioactius, l'aigua i les profunditats de l'escorça terrestre, a més de la matèria orgànica i els cossos vivents de plantes i animals. Generalment hi ha 40 milions de cèl·lules bacterianes en un gram de sòl i un milió en un mil·lilitre d'aigua dolça; en total, hi ha aproximadament cinc nonilions (5×10³⁰) de bacteris a la Terra, que representen gran part de la biomassa del planeta. Els bacteris tenen un paper vital en el reciclatge de nutrients, i molts passos importants dels seus cicles en depenen, com ara la fixació del nitrogen de l'atmosfera i la putrefacció. Tanmateix, la majoria de bacteris no han estat descrits, i només aproximadament la meitat dels fílums de bacteris inclou espècies que es poden cultivar al laboratori. L'estudi dels bacteris és conegut com a 'bacteriologia'.